# Most v Zahrádkách
Železniční most přes Robečský potok v Zahrádkách slouží provozu železniční tratě Lovosice – Česká Lípa, nalézá se mezi stanicemi Zahrádky a Česká Lípa asi 2 km od Zahrádek u osady Karba.

## Technické údaje
Most tvoří tři oblouky a dvě pole příhradové konstrukce. Výška mostu je 23 m, celková délka mostu je 160 m. Mostovka má šířku 5,16 m.
Stavba byla ukončena zahájením provozu v roce 1898. Slouží železničnímu provozu dodnes, obě pole původní příhradové konstrukce byla v roce 2013 vyměněna. Opraveny byly i kamenné pilíře a oblouky.